# Braderie van Rijsel

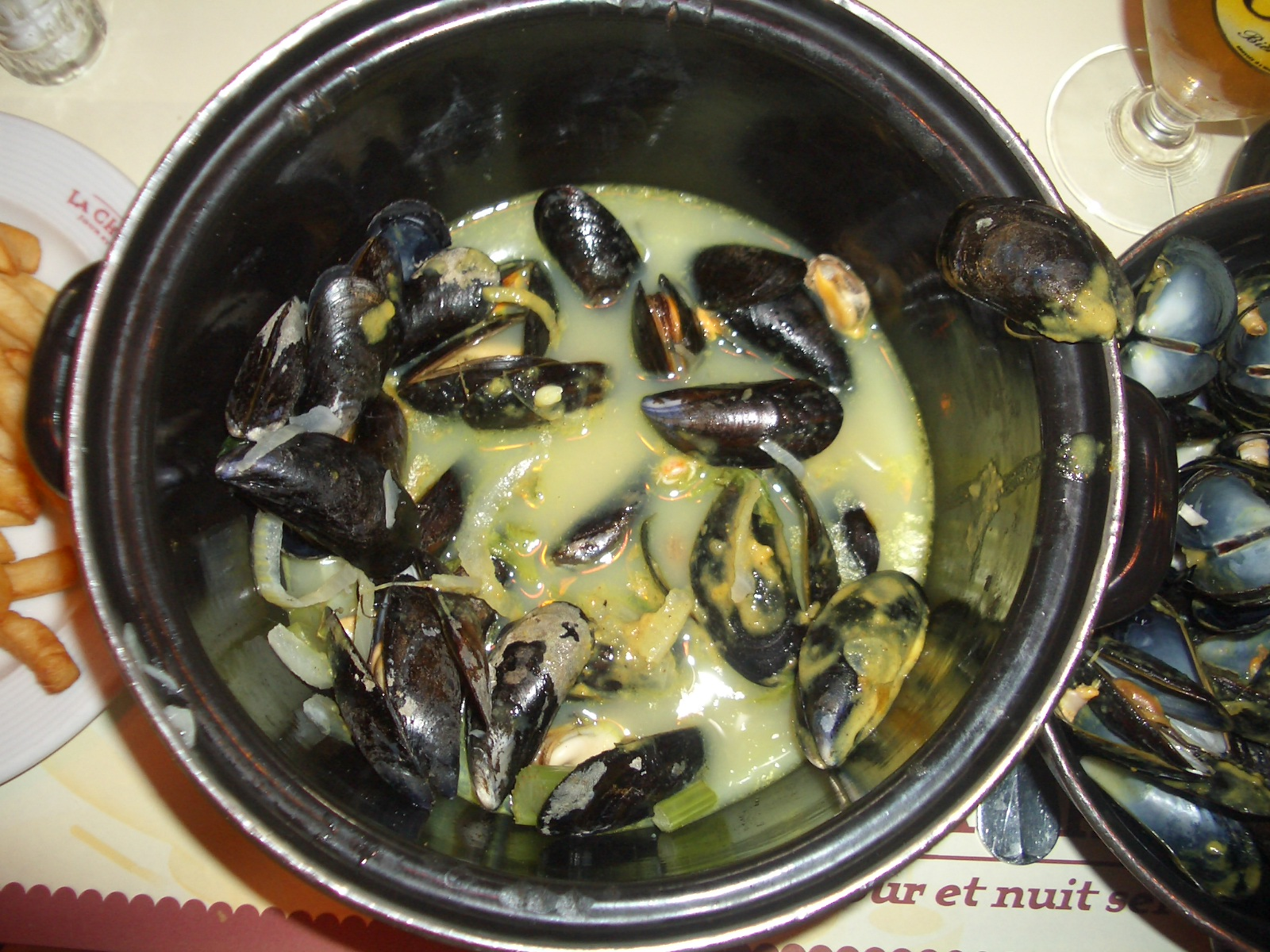
Moules frites tijdens de Braderie van Rijsel

De Braderie van Rijsel (Fr.: Braderie de Lille) is een evenement dat ieder jaar plaatsvindt in de Noord-Franse stad Rijsel (Lille). De braderie is met drie miljoen bezoekers een van de grootste jaarlijkse evenementen in Frankrijk en tevens de grootste rommelmarkt van Europa.
De Braderie van Rijsel vindt haar oorsprong in een jaarbeurs die sinds de 12e eeuw in de stad werd gehouden. Later werd het een soort rommelmarkt, toen bedienden toestemming kregen om tussen zonsopgang en -ondergang gebruikte voorwerpen van hun bazen te verkopen. In 1523 werd de startdatum van de braderie op 31 augustus bepaald en de duur ervan op zeven werkdagen.
Tegenwoordig vindt het evenement in het eerste weekend van september plaats. Behalve de rommelmarkt, die zich uitstrekt over ruim 100 kilometer stoep, vinden er tijdens de Braderie concerten, een kermis en de internationaal bekende Halve marathon van Rijsel plaats.
De braderie staat ook bekend om het gerecht moules frites, mosselen met frieten, wat bij veel eetgelegenheden in de stad besteld en gegeten kan worden. De lege schelpen worden door de restaurants voor de deur opgestapeld, in een wedstrijd om de hoogste berg.